# 가와이역 (이바라키현)
가와이역(일본어: 河合駅)은 일본 이바라키현 히타치오타시에 위치한 동일본 여객철도 스이군선 히타치오타 지선의 철도역이다. 단선 승강장 1면 1선의 구조를 갖춘 지상역이다.

## 역 주변
- 국도 제349호선
- 구지 강

## 역사
- 1899년 9월 7일 : 오타 철도의 역으로서 개업.
- 1901년 10월 21일 : 오타 철도가 미토 철도로 영업 양도.
- 1927년 12월 1일 : 미토 철도가 국유화.
- 1960년 2월 1일 : 화물 취급 폐지.
- 1970년 10월 1일 : 무인역화. 개인상점으로 승차권 발매를 위탁했던 간이위탁역으로 전환.
- 1987년 4월 1일 : 일본국유철도 분할 민영화에 의해, 동일본 여객철도가 승계.
- 1992년 8월 1일 : 승차권 발매의 위탁이 해제됨.

## 인접 역
| 스이군선               | 스이군선          | 스이군선                 |
| ---------------------- | ----------------- | ------------------------ |
| 누카다 가미스가야 방면 | ■ 히타치오타 지선 | 야가와라 히타치오타 방면 |